# Przesiąkliwość
Przesiąkliwość – właściwość fizyczna materiału, określająca zdolność materiału do przepuszczania danej substancji (najczęściej jest to woda) pod wpływem wywieranego na niego ciśnienia.
Właściwość tą wyraża się w centymetrach na sekundę i podaje się wraz z nią wielkość ciśnienia medium. Stopień przesiąkliwości zależy od szczelności i budowy wewnętrznej materiału. Materiały szczelne są nieprzesiąkliwe. Przykładami takich materiałów są szkło, bitumy, stal oraz materiały o porach zamkniętych, jak polichlorek winylu czy szkło piankowe. Przesiąkliwość jest ważną cechą materiałów hydroizolacyjnych i pokryć dachowych.